# Villa Elisa (Entre Ríos)
Villa Elisa, est une ville de première catégorie du département de Colón, dans la province d'Entre Ríos en Argentine.

## Toponymie
La commune porte le nom de Elisa en l'honneur de la femme du fondateur, Héctor de Elía.

## Histoire
En 1889, un Uruguayen, Héctor de Elía, devient propriétaire des six mille hectares de terre. Il vend ces terres aux colons Savoyards, Piémontais et Valaisans de San José, qui se trouvent à quelque trente kilomètres à l'ouest. La colonie est fondée en 1890,.

## Association
- Savoie Argentine : fondée à la suite des célébrations du centenaire. Gestion du Centre culturel savoyard, créé en 1997.

## Coopération décentralisée
Le lien historique entre la Savoie et la ville de Villa Elisa s'est transformé en 2008 avec la création d'un partenariat avec le Conseil général de la Haute-Savoie.